# Kaltenberg (Verwallgruppe)
Der Kaltenberg ist ein 2896 m ü. A. hoher Berg in der Verwallgruppe in Österreich. Er liegt auf der Grenze der Bundesländer Tirol und Vorarlberg. Die 2896 m beziehen sich laut ÖK auf den Ostgipfel, auf dem auch das Gipfelkreuz und ein Grenzstein der Grenze der Bundesländer Tirol und Vorarlberg stehen. Der etwa 50 m davon entfernte Westgipfel ist mit 2900 m etwas höher.
Der Kaltenberg liegt südwestlich vom Arlberg in der westlichen Verwallgruppe. Südlich des Kaltenbergs befinden sich die mit 2912 m etwas höheren Pflunspitzen. In der Nordflanke des Berges liegt der Kaltenberggletscher. Zwischen der Zunge des Gletschers und dem Kracheljoch ist der der Kaltenbergsee (2506 m ü. A.), welcher von einem etwas höher gelegenen, etwa gleich großen See gespeist wird und in das Maroital und somit in die Rosanna entwässert, eingebettet.
Der Kaltenberg, nach einer alten Bezeichnung auch Maroi Schneeberg genannt, ist am besten über die Kaltenberghütte (2089 m) von Stuben, Langen oder St. Christoph zu erreichen. Von der Hütte geht es über das Kracheljoch und mit einem Zwischenabstieg auf den Kaltenberggletscher, zum Schluss über eine, mit einem Tau gesicherte, Rinne auf den Gipfel. Eine Alternative zum Gletscher ist der Aufstieg über den Nordgrat (Stellen I. Grad).
Weitere Anstiege im Sommer sind der Südwestgrat (Stellen II. Grad) von der Neuen Reutlinger Hütte (2395 m) und der Südostgrat (Schwierigkeitsgrad II) von der Konstanzer Hütte (1688 m).
Im Winter ist der Kaltenberg ein beliebtes Skitourenziel. Ausgangspunkt hierzu ist der Albonagrat, der von Stuben aus mit dem Lift erreicht werden kann. Auch von der Kaltenberghütte kann der Gipfel per Tourenski über das Kracheljoch erreicht werden. Ebenso gibt es Skirouten aus dem Nenzigasttal und von der Neuen Reutlinger Hütte.